# Bøggildite
La bøggildite è un minerale.